# 黄宾虹故居
黄宾虹故居，位于中国安徽省黄山市歙县西郊郑村镇潭渡村。这是一座清代徽派民居建筑，建于1718年，占地657平方米，四水归堂式，正屋宾虹草堂为三开间二层楼屋。西为玉森斋（石芝阁），前有太湖石"石芝"。另有"冰上飞鸿馆"。1876年，黄宾虹（1865—1955）从金华回故乡歙县潭渡材生活约30年。
1984年黄宾虹诞生120周年，黄宾虹故居全面整修开放。1989年5月27日公布，黄宾虹故居公布为第三批安徽省文物保护单位。